# Arne Sørensen
 Der er flere personer med dette navn, se Arne Sørensen (fodboldspiller).
Arne Christian Sørensen (født 2. oktober 1906 i Hvalpsund, Farsø, død 1. marts 1978 i Kongens Lyngby) var en dansk politiker. Han stiftede partiet Dansk Samling og var minister efter besættelsen.
Sørensen var født i Hvalpsund som søn af husmand Christian Sørensen og Karen Marie Nielsen. Han blev gift (30. maj 1931) med Nina Sørensen (f. 28. april 1905 på Frederiksberg, datter af direktør Julius Rasmussen og Ingeborg Lumholdt).
Han fik en handelsuddannelse 1921-25, blev student 1928 og var medarbejder ved Politiken 1929-31 og 1934-36. 1930-36 var han højskolelærer, bl.a. ved den nordiske højskole i Genève. I 1936 stiftede Arne Sørensen partiet Dansk Samling, som han var formand for 1936-46. Derudover var han redaktør af partiets tidsskrift Det tredje Standpunkt 1936-48. Medlem af Danmarks Frihedsråd under besættelsen. Arne Sørensen var medlem af Folketinget fra 1943-1947 og blev kirkeminister i Befrielsesregeringen. Som kirkeminister var han ansvarlig for udformningen af Mindelunden i Ryvangen.
Han var rådgiver ved den amerikanske militærregering i Tyskland 1948 og forstander for højskolen European Traveling Seminar i USA 1949-63. I 1967 blev han formand for Selskabet for Fremtidsforskning. 1974-78 forstander for Forskningshøjskolen i Haderslev.

## Ideologisk udvikling
Arne Sørensen var socialdemokrat frem til 1936, men fandt regeringen Stauning-Munch for tyskvenlig og parlamentarismen ineffektiv. Sørensen skabte Dansk Samling som et korporatistisk, antiparlamentarisk og nationalt parti. Han bibeholdt venstreorienterede synspunkter på socialpolitikken og gik bl.a. ind for folkepension og børnepenge. I 1949 brød Sørensen med Dansk Samling over fordelingspolitikken og meldte sig igen ind i Socialdemokratiet. I slutningen af tresserne blev han tilhænger af EF og advokerede for oprettelsen af Europas Forenede Stater. I 1973 skrev han et indlæg i Ingeniøren, hvor han hævdede, at Danmark havde behov for 5 millioner indvandrere for at udnytte landets økonomiske potentiale.

## Grav
Arne Sørensen er begravet på Hellerup Kirkegård.